# Rosiszky (obwód kijowski)
Rosiszky (ukr. Росішки) – wieś na Ukrainie, w obwodzie kijowskim, w rejonie białocerkiewskim, w hromadzie Tetyjów. W 2001 liczyła 523 mieszkańców, spośród których 521 wskazało jako ojczysty język ukraiński, a 2 rosyjski.